# Península de Doberai
La península de Doberai (en indonesi Semenanjung Doberai), també anomenada península del Cap d'Ocell (Semenanjung Kepala Burung) pel seu antic nom neerlandès (Vogelkop) durant l'etapa colonial, és una gran península que ocupa l'extrem nord-oest de la província de Papua Occidental, a la meitat indonèsia de l'illa de Nova Guinea.
La península fa entre 200 i 300 quilòmetres de llargada i és biogeogràficament diversa, amb planes costaneres al sud. Les muntanyes d'Arfak són una serralada que es troba a l'est i s'eleven fins als 2.955 metres d'alçada, punt culminant de la península. Es troba 21 milles al sud-oest de Manokwari, ciutat principal i capital de la província. Les muntanyes de Tamrau es troben al nord. Bon Irau n'és el punt culminant amb 2.501 metres. Una gran vall, anomenada vall de Kebar divideix les dues serralades.
La costa sud-est de la península forma part del parc nacional de Teluk Cenderawasih.